# Пиперилен
Пипериле́н — летучий, горючий непредельный углеводород линейного строения из пяти углеродных атомов с двумя сопряженными двойными связями.
Существует в виде двух пространственных изомеров: транс- и цис-1,3-пиперилена, различающихся по плотности температурам плавления и кипения. Структурным изомером пиперилена является изопрен.
Получается в том числе как побочный продукт при производстве этилена из нефтяного сырья методом пиролиза, также может быть получен иными способами.
При нормальных условиях пиперилен — бесцветная жидкость.
Пиперилен используется в качестве мономера при производстве пластмасс, клеев и смол.